# Troglohyphantes numidus
Troglohyphantes numidus là một loài nhện trong họ Linyphiidae.
Loài này thuộc chi Troglohyphantes. Troglohyphantes numidus được Eugène Simon miêu tả năm 1911.